# Mimanuga
Mimanuga is een geslacht van vlinders van de familie Euteliidae, uit de onderfamilie Euteliinae.

## Soorten
- M. brevis Prout, 1928
- M. cineracea Wileman & West, 1928
- M. japonica Leech, 1889
- M. lunulata Moore, 1867
- M. violascens Mell, 1943